# Chi Bông tai
Chi Bông tai (danh pháp khoa học: Asclepias), là một chi thực vật chứa khoảng trên 140 loài bông tai (ngô thi)-các loài cây thân thảo, thường xanh. Trước đây nó được coi là chi điển hình của họ Asclepiadaceae, nhưng hiện nay nó được phân loại trong phân họ Asclepiadoideae của họ Apocynaceae.
Các loài bông tai là các nguồn mật hoa quan trọng cho các loài ong và các côn trùng kiếm mật khác cũng như là nguồn thức ăn của ấu trùng cho loài bướm chúa với danh pháp khoa học Danaus plexippus. Nhựa của chúng có màu giống như sữa, chứa các ancaloit, gôm cao su, và một vài hợp chất phức tạp khác, bao gồm cả các cardenolid (glicozit tim mạch). Một vài loài có khả năng gây ngộ độc.
Carolus Linnaeus đặt tên chi này theo Asclepius, vị thần chữa trị bệnh trong thần thoại Hy Lạp, do nhiều bài thuốc y học dân gian phương Tây sử dụng các loài bông tai.
Các loài trong chi Asclepias phát triển hạt của chúng trong các quả dạng quả đậu. Các quả này chứa các sợi tơ mềm như lụa hay tơ sồi. Các sợi gắn liền với các hạt riêng rẽ. Khi quả chín, các hạt được phát tán nhờ gió, mỗi hạt mang theo vài sợi tơ.

## Các loài
Một số loài trong chi Asclepias được liệt kê dưới đây:
- Asclepias acida: Có khả năng tạo ra một loại chất gây say nhân tạo, nhưng an toàn.
- Asclepias amplexicaulis: Bông tai lá cùn
- Asclepias asperula: Bông tai sừng linh dương
- Asclepias curassavica: Bông tai hoa đỏ thắm, ngô thi, rễ máu, Bastard Ipecacuanha
- Asclepias exaltata: Bông tai Poke
- Asclepias fascicularis
- Asclepias incarnata: Bông tai đầm lầy
- Asclepias lanceolata: Bông tai lá mác
- Asclepias linearis
- Asclepias obovata
- Asclepias purpurascens: Bông tai tía
- Asclepias quadrifolia: Bông tai bốn lá
- Asclepias rubra: Bông tai đỏ
- Asclepias speciosa: Bông tai sặc sỡ
- Asclepias subulata: Bông tai bụi (bông tai không lá)
- Asclepias sullivantii: Bông tai Sullivant
- Asclepias syriaca: Bông tai thông thường
- Asclepias tuberosa: Bông tai bướm chúa, rễ Pleurisy
- Asclepias variegata: Bông tai trắng
- Asclepias verticillata: Bông tai xoắn
- Asclepias vincetoxicum

## Sử dụng
Các sợi của quả bông tai hay tơ sồi được phủ một lớp sáp, và chúng có khả năng cách nhiệt rất tốt. Các thử nghiệm cho thấy chúng có khả năng cách nhiệt tốt hơn cả các lớp lông bên trong của các loài chim. Trong Đại chiến thế giới lần thứ hai, trên 5.000 tấn (11 triệu pao) lông tơ của bông tai đã được thu hoạch tại Hoa Kỳ như là vật liệu thay thế cho bông gòn.
Trong quá khứ, hàm lượng dextroza cao trong mật hoa các loài bông tai đã được sử dụng làm nguồn cung cấp chất làm ngọt cho thổ dân Bắc Mỹ cũng như những người buôn lậu lông thú tại khu vực Canada thời kỳ thuộc Pháp (1534-1763) (tiếng Pháp: coureur de bois).
Nhựa mủ của các loài bông tai chứa khoảng 1-2% cao su, và cả Đức lẫn Hoa Kỳ trong Đại chiến thế giới lần thứ hai đều có ý định tìm kiếm nguồn thay thế cao su tự nhiên từ các loài bông tai, nhưng không thấy có ghi chép nào cho thấy họ thu được thành công ở mức độ lớn.
Bông tai cũng là loại thuốc dân gian để loại bỏ mụn cơm. Người ta bôi nhựa bông tai trực tiếp lên mụn cơm vài lần mỗi ngày cho đến khi nó biến mất. Nhựa bồ công anh cũng hay được sử dụng với mục đích tương tự.
Bông tai là các loài cây có lợi cho các thực vật khác mọc gần đó, do chúng xua đuổi một số loài sâu bọ, đặc biệt là các loài bọ bổ củi (họ Elateridae).

## Thư viện ảnh

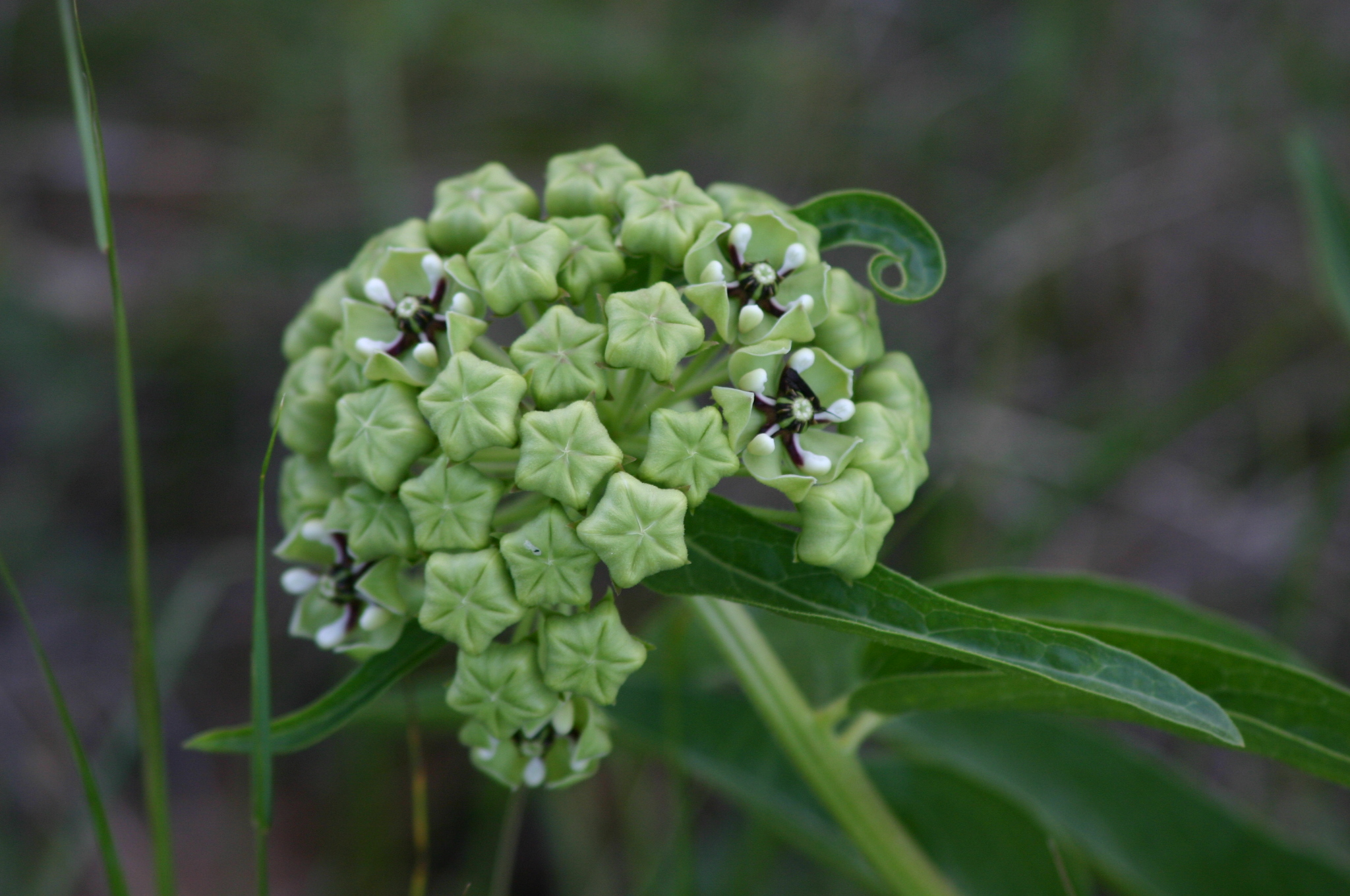
Bông tai sừng linh dương
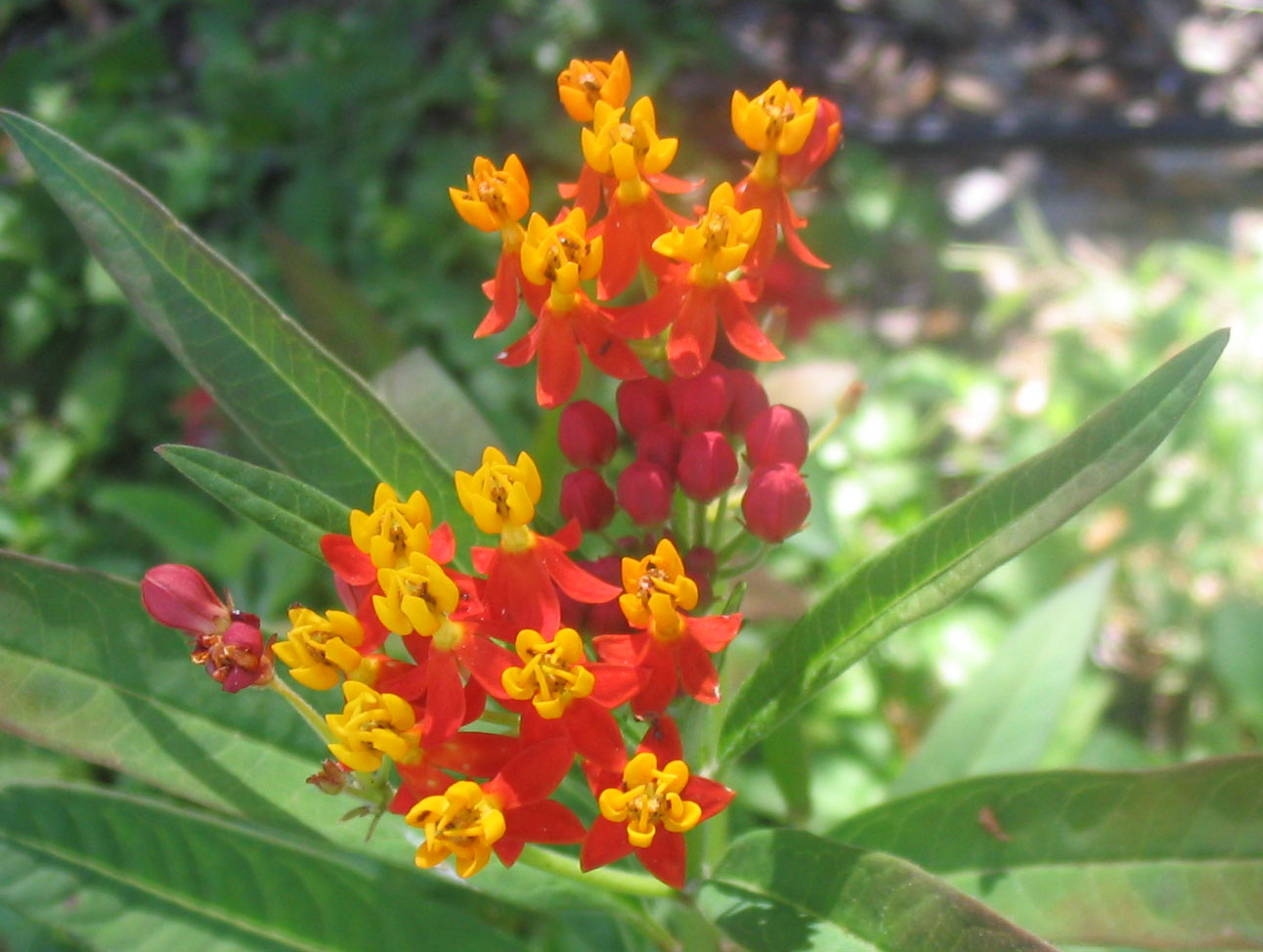
Asclepias curassavica
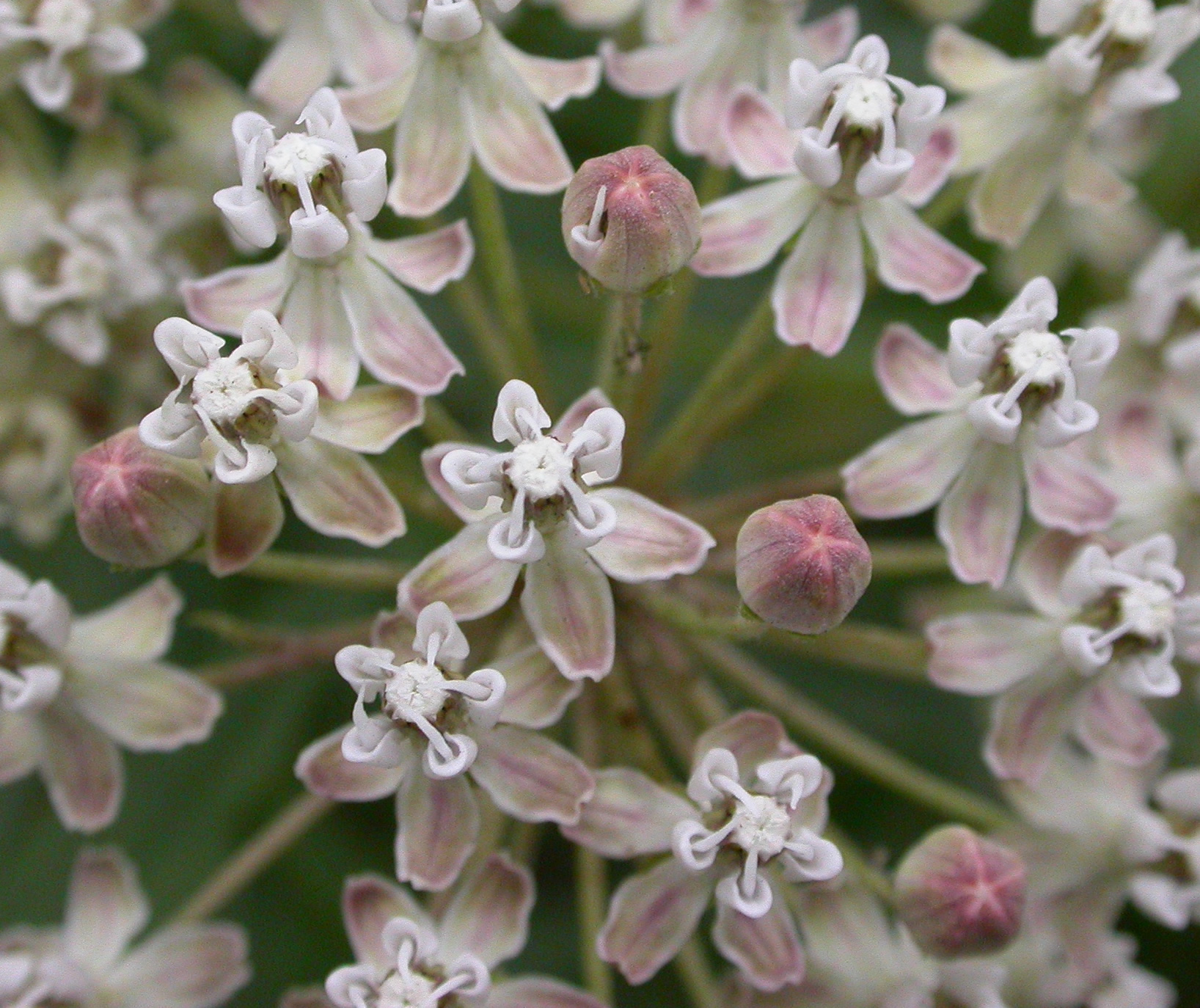
Asclepias fascicularis
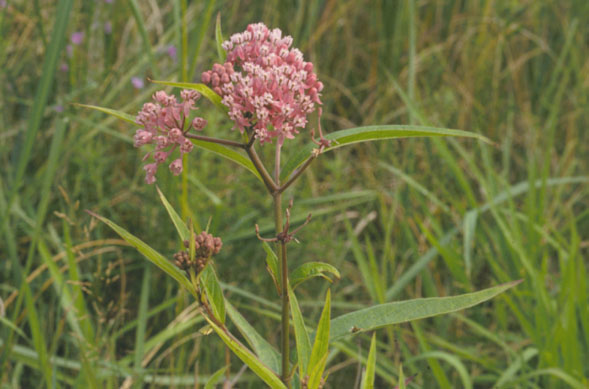
Ascelpias incarnata
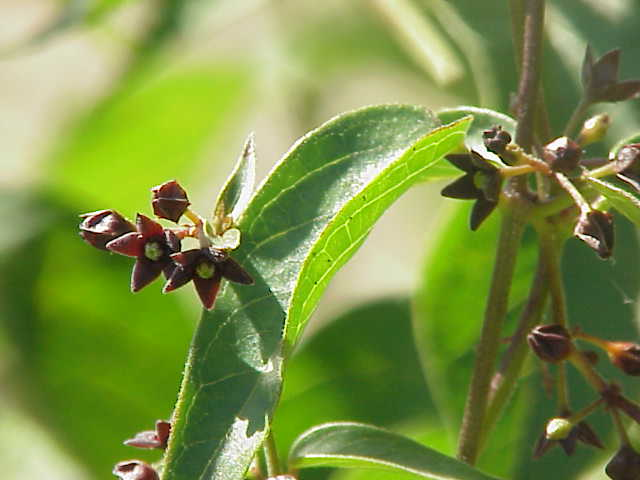
Asclepias purpurascens
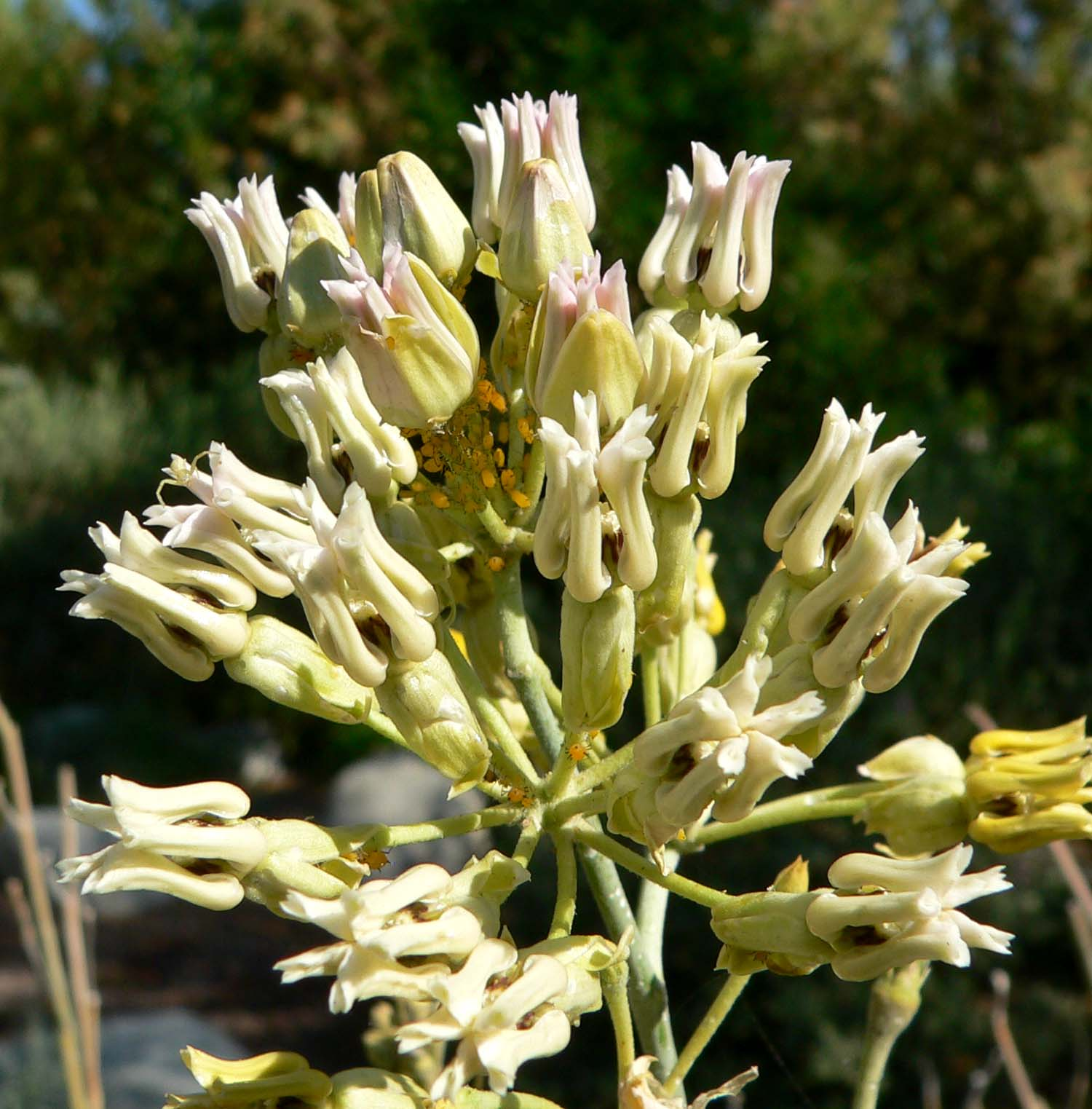
Asclepias subulata
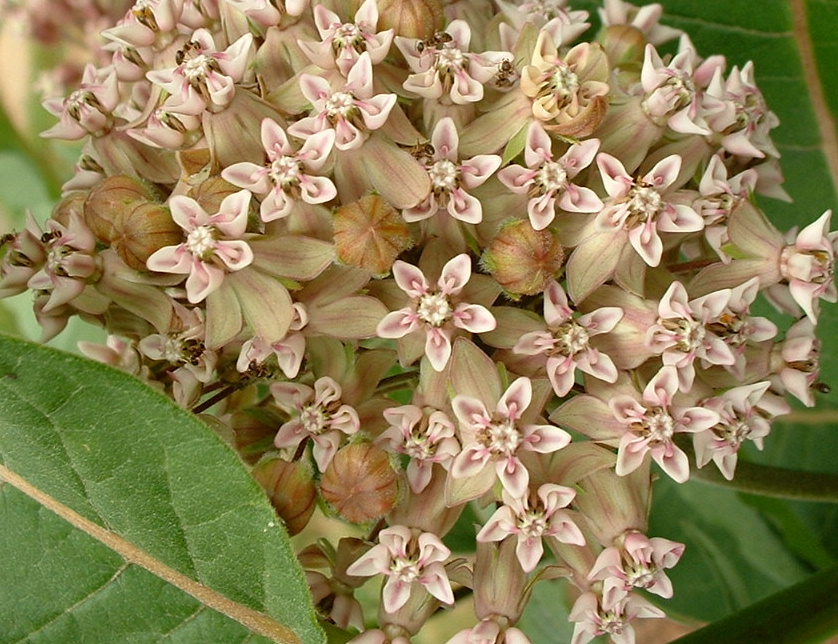
Asclepias syriaca
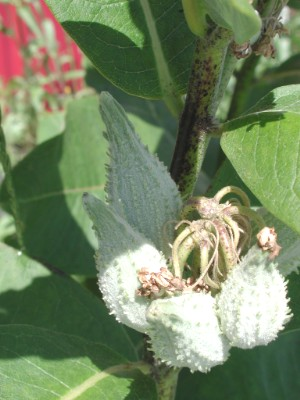
Quả của Asclepias syriaca, chụp tại Baldwinsville, New York
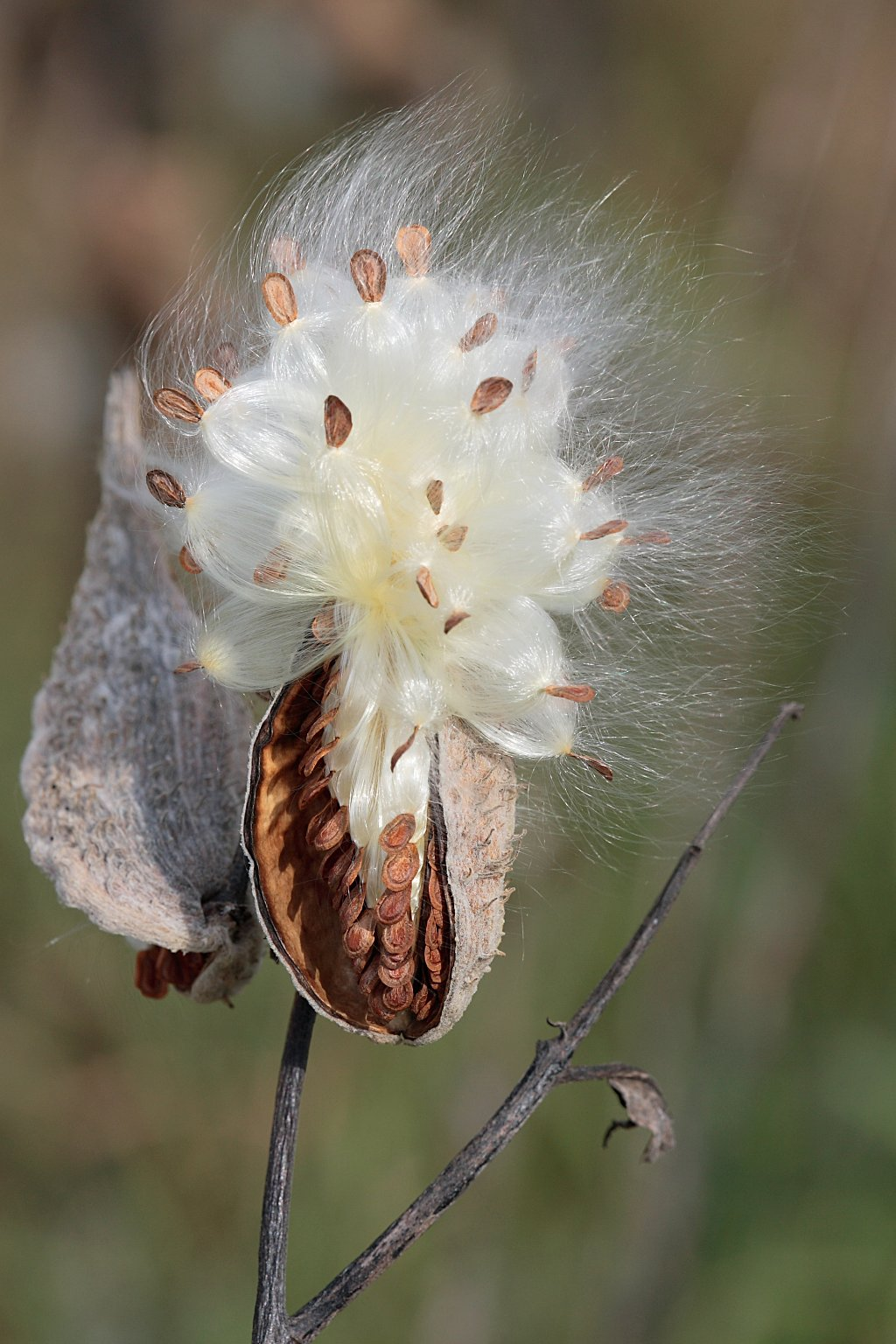
Hạt